# Реквієм (Лігеті)
Реквієм — симфонічний твір Дьордя Лігеті. Вважається одним з центральних творів у художньому доробку композитора. Написаний у 1963–1965 рр.. Партитура призначена для двох солістів (сопрано і меццо-сопрано), п'ятиголосного хору та оркестру. Написаний на канонічні латинські тексти. За словами самого Лігеті, його «Реквієм» — це дикий, істеричний і гіпердраматичний твір. В творі рясно використовується мікрополіфонія.

## Структура
Формально «Реквієм» Лігеті є одинприватні твором, виконується без перерв. Однак у ньому можна виділити окремі частини, згідно з канонічними частинами католицького богослужіння:
1. Introitus
2. Kyrie
3. Dies irae
  - Lacrimosa

Підбір текстів примітний. З одного боку, відсутні частини, що яскраво проголошують християнські цінності (наприклад, Credo). Можливо, це пов'язано з особистими переконаннями композитора: він був нехрещеним. З іншого боку, в «Реквіємі» Лігеті немає «світлих» частин, в яких би йшлося про надію. Всі «світлі» образи заупокійної меси включені Дьордем Лігеті до твору «Lux aeterna», написаний пізніше «Реквієму» і виконується окремо від нього. Таким чином, «Реквієм» Лігеті є виключно похмурим і лише формально релігійним твором.

Фрагмент партитури «Реквієму», партії перших сопрано

## У масовій культурі
Фрагменти «Реквієму» були використані у фільмі «Космічна одіссея 2001 року» Стенлі Кубрика і завдяки цьому стали широко відомі. Лігеті висував претензії до Кубрику, звинувачуючи того в спотвореннях партитури і неправомірному використанні його музики.